# ان‌جی‌سی ۲۶۰
ان‌جی‌سی ۲۶۰ (انگلیسی: NGC 260) نام یک کهکشان مارپیچی در صورت فلکی آندرومدا است.